# Monte Goode

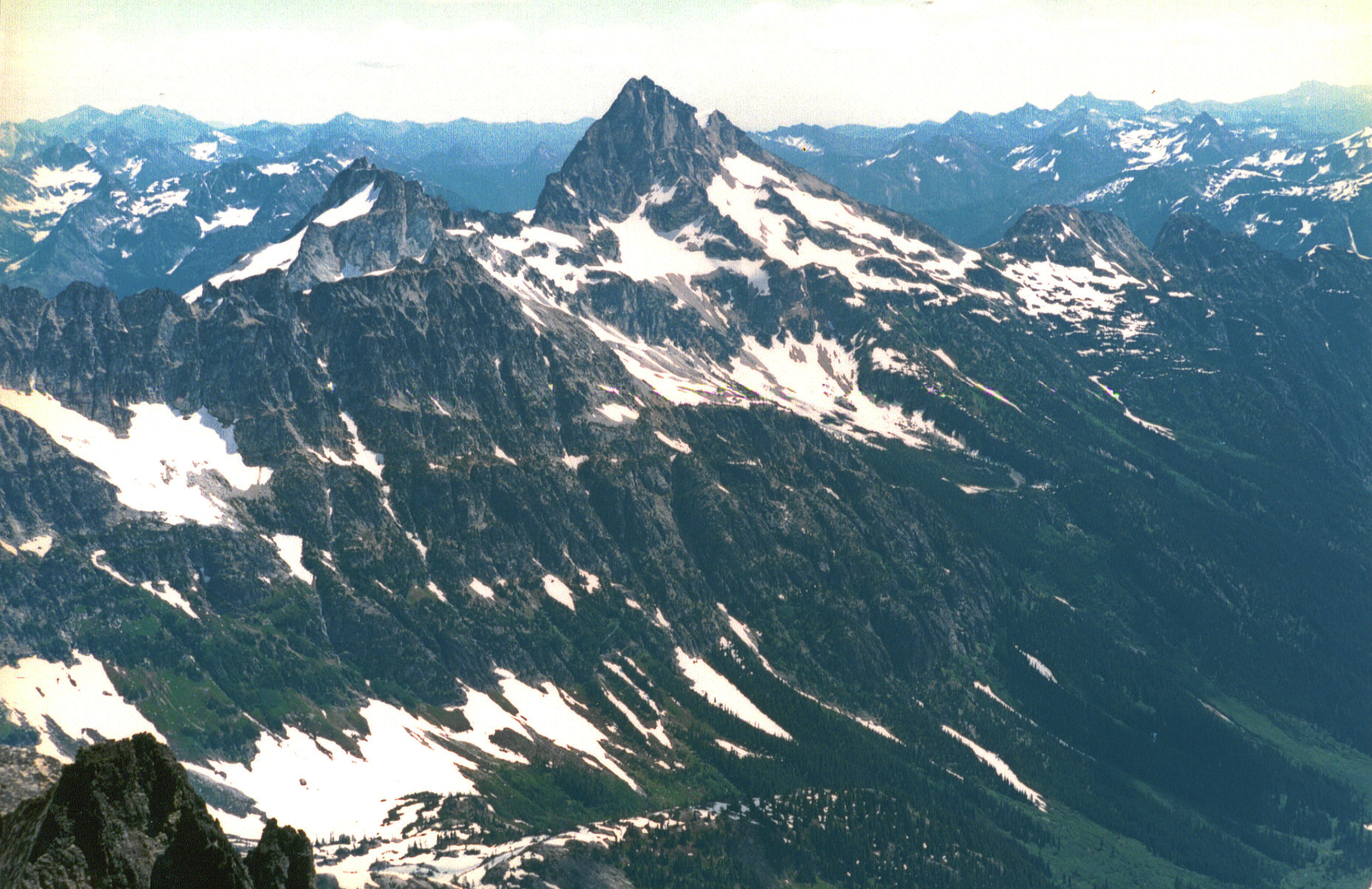
Il Goode visto dal monte Buckner

Il monte Goode (in inglese Goode Mountain) è una delle maggiori vette delle North Cascades, una sezione della più vasta catena delle Cascate localizzata nello stato del Washington, USA. Così chiamato in onore del topografo Richard U. Goode dell'USGS, costituisce la vetta maggiore nel parco nazionale delle North Cascades ed è situata a cavallo tra il fiume Skagit e il lago Chelan. È la quarta vetta non vulcanica più alta di Washington e la dodicesima nella classifica che comprende entrambi i generi di cime.

## Descrizione
Il monte Goode ha delle proporzioni consistenti, misurando 1800 m se si parte dalle pendici visibili e quasi 2100 dal fondo della valle del torrente Bridge. La montagna è composta da una vetta principale e da due secondarie più piccole, la West Peak e un'altra senza nome a sud-est: entrambe superano i 2700 m. A causa della posizione remota nelle frastagliate North Cascades, non si rintraccia alcun sentiero che conduca alla cima. Il ghiacciaio Goode si sviluppa sulle pendici nord-orientali del monte, affiancato da tanti piccoli nevai posti a quote più elevate. Altre particolarità peculiari della montagna riguardano il lago d'alta quota Greenview (1700 m s.l.m.) e i caratteristici crinali Memaloose (2200 m) e Goode (2300 m).

## Storia
La montagna andò scalata per la prima volta nel 1936 tramite la Southwest Couloir/Southeast Ridge Route, che resta ancora oggi la via meno tecnica. A risultare più popolare al momento è il Northeast Buttress, per la prima volta affrontato il 6 agosto 1966 dal noto scalatore Fred Beckey e da Tom Stewart. Durante il percorso si incontrano neve, talvolta ghiaccio e l'arrampicata su roccia è classificata a un livello di difficoltà massimo di 5.5 secondo la scala Yosemite utilizzata in USA e Canada. Uno dei percorsi più impressionanti compiuti in passato è la prima ascensione tramite il crinale Megalodon, effettuata il 6 settembre 2007 da Blake Herrington e Sol Wertkin. Tale ascensione, di difficoltà IV+ 5.10, si snoda lungo una grande cresta vasta 1500 m e ci vollero 12 ore per gli autori della scalata per compierla. La via ha un'esposizione da 1200 e 1500 m ed è annoverata tra le più difficili e tecniche della montagna.

## Attività ricreative

### Percorsi alpinistici
Un breve elenco dei percorsi preferiti dagli alpinisti:
- Southwest Couloir/Southeast Ridge: prima salita il 5 luglio 1936 ad opera di Wolf Bauer, Othello Philip (Phil) Dickert, Joe Halwax, Jack Hossack, George MacGowan;
- Northeast Buttress (grado di arrampicata IV 5.5): prima salita il 6 agosto 1966 ad opera di Fred Beckey e Tom Stewart;
- Megalodon Ridge (IV+ 5.10): prima salita il 6 settembre 2007 ad opera di Blake Herrington e Sol Wertkin.[7]